# Нгуєн Ан Нінь
Нгуєн Ан Нінь (в'єт. Nguyễn An Ninh; (1900—1943) — діяч в'єтнамського національно-визвольного руху,  філософ, журналіст, письменник.

## Біографія
Походив з давнього роду Доан. Його батько — Ан Нгуєн Кхыонг — брав участь у в'єтнамському національно-визвольному русі на початку XX ст. був відомим літератором, журналістом, перекладачем книг з китайської на [куокнги]. 
Нгуєн Ан Нінь народився 15 вересня 1900 року в громаді Лонгтхионг, повіту Канзуок, провінції Телон. В отроцтві навчався в Коледжі Мітхо і Шасселю-Лоба. У 16 років він поїхав у Ханой, де продовжив свою освіту. 
У 18 років відбув до Франції. У 1921 році в Паризькому університеті, отримав ступінь бакалавра юриспруденції.
У метрополії зайнявся політичною діяльністю, співпрацював з багатьма видатними діячами в'єтнамського національно-визвольного руху: Нгуєн Тхе Чуеном, Нгуен Ай Куоком (Хо Ши Міном), Фан Тяу Чінем, Фан Ван Чионгом. У Франції писав статті для багатьох прогресивних органів друку метрополії, зокрема, анархістської газеті «Ле Либертер». 
Повернувшись на батьківщину, з кінця 1923 року в Кохінхіна видавав газету «Ля Клош феле». У 1925 році був засновником «Партії високих прагнень молоді» (або таємного товариства Нгуєн Ан Ніня). У 1933 — 1934 роках був одним з ініціаторів створення єдиного блоку сталіністів, троцькістів і лівих радикалів в рамках спільної газети «Ля Лютт». 
В 1936 р. був активним учасником руху за скликання Індокитайського конгресу. З 1937 року співпрацював у легальних комуністичних виданнях. Виставлявся від сталіністського списку «Зантюнг» кандидатом на виборах в Колоніальну раду Кохінхіни в 1939 році. 4 жовтня того ж року заарештований. Помер у в'язниці острова Пуло Кондор.